# Edmundsula lotica
Edmundsula lotica is een haft uit de familie Leptophlebiidae. De wetenschappelijke naam van de soort is voor het eerst geldig gepubliceerd in 1985 door Sivaramakrishnan.
De soort komt voor in het Oriëntaals gebied.